# 斯洛博齊亞莫阿勒鄉
44°36′N 25°42′E / 44.600°N 25.700°E
斯洛博齊亞莫阿勒鄉（羅馬尼亞語：Comuna Slobozia Moară, Dâmbovița），是羅馬尼亞的鄉份，位於該國南部，由登博維察縣負責管轄，面積17平方公里，2007年人口2,285，人口密度每平方公里137人。